# Chcę żyć
Chcę żyć ( ukr. Хочу жити; Choczu żity) — infolinia do przyjmowania wezwań od rosyjskich żołnierzy biorących udział w inwazji na Ukrainę chcących się poddać; Obsługiwana jest przez Główny Zarząd Wywiadu Ukrainy serwis ma na celu pomóc rosyjskim żołnierzom, którzy nie chcą uczestniczyć w rosyjskiej inwazji na Ukrainę, w bezpiecznym poddaniu się Siłom Zbrojnym Ukrainy. Projekt gwarantuje zatrzymanie poddających się żołnierzy zgodnie z konwencjami genewskimi. Dzwonią głównie Rosjanie jeszcze niezmobilizowani by pozyskać zawczasu informacje, jak się bezpiecznie poddać. Pracownicy ukraińskiej infolinii "Chcę żyć" odbierają około stu telefonów dziennie.

## Proces kapitulacji
Według oficjalnej strony projektu istnieje kilka metod, za pomocą których rosyjski żołnierz może  poddać się: może zadzwonić na całodobową infolinię lub wykonywać instrukcje od chatbota na kanale telegram projektu.
Tym, którzy się poddali, Ukraińcy oferują możliwość wzięcia udziału w wymianie więźniów organizowanej między rządami Rosji i Ukrainy lub tymczasowego pozostania w areszcie z możliwością późniejszego zostania w Ukrainie albo emigracji. 

## Historia
Usługa została uruchomiona 18 września 2022 przez Dowództwo Koordynacyjne ds. Traktowania Jeńców Wojennych, w ramach kontynuacji projektu mającego na celu informowanie rosyjskiego wojska o możliwości złożenia broni i ratowania ich życia; Specjalny państwowy projekt obejmował początkowo całodobową infolinią za przyjmowaniem zgłoszeń od rosyjskiego wojska i ich rodzin o nazwie „Chcę żyć”. 
Z pomocą tego projektu pierwszy rosyjski żołnierz, który został zmobilizowany natychmiast po ogłoszonej częściowej mobilizacji w Rosji, poddał się Siłom Zbrojnym Ukrainy 5 października 2022 roku. W pierwszym miesiącu istnienia infolinii obsłużono ponad trzy tysiące telefonów od rosyjskiego personelu wojskowego. Wkrótce po uruchomieniu projektu rosyjskie organy państwowe zablokowały dostęp do niego z terytoriów kontrolowanych przez Federację Rosyjską dlatego został uruchomiony kanał telegram z chatbotem. Do 14 maja 2023 r. stronę internetową projektu odwiedziło łącznie ponad 36 milionów użytkowników, z czego 32 miliony połączeń pochodziło z terytorium Federacji Rosyjskiej; Za pośrednictwem wszystkich kanałów komunikacji zarejestrowano łącznie 16 tysięcy zgłoszeń. Operacje poddania się rosyjskich żołnierzy odbywają się co 2 dni.